# FIBA Europe Cup
FIBA Europe Cup – międzynarodowe, klubowe rozgrywki koszykarskie, utworzone z inicjatywy FIBA Europe w 2015 roku. Uważane są za czwarte najważniejsze po Eurolidze, EuroCup i Lidze Mistrzów FIBA rozgrywki koszykarskie w Europie. W sezonie zasadniczym biorą udział 32 drużyny wyłonione na podstawie wyników osiąganych w ligach narodowych.

## Triumfatorzy i finaliści
| Edycja | Sezon     | Gospodarz finału                                       | Zwycięzca                                              | Pokonany                                               | Wynik finału                                           | III miejsce                                                      | IV miejsce                                                       |
| I      | 2015/2016 | Chalon-sur-Saône                                       | Fraport Skyliners                                      | Openjobmetis Varese                                    | 66-62                                                  | Élan Chalon                                                      | Jenisiej Krasnojarsk                                             |
| II     | 2016/2017 | Chalon-sur-Saône / Nanterre                            | Nanterre 92                                            | Élan Chalon                                            | 140–137 (58–58, 82–79)                                 | Telekom Baskets Bonn i Telnet Ostenda                            | Telekom Baskets Bonn i Telnet Ostenda                            |
| III    | 2017/2018 | Avellino / Wenecja                                     | Umana Reyer Wenecja                                    | Sidigas Scandone Avellino                              | 158–148 (77–69, 81–79)                                 | Bakken Bears i Donar Groningen                                   | Bakken Bears i Donar Groningen                                   |
| IV     | 2018/2019 | Sassari / Würzburg                                     | Dinamo Sassari                                         | s.Oliver Würzburg                                      | 170–163 (89–84, 81–79)                                 | Pallacanestro Varese i UNET Holon                                | Pallacanestro Varese i UNET Holon                                |
| V      | 2019/2020 | Ograniczony i unieważniony z powodu pandemii COVID-19. | Ograniczony i unieważniony z powodu pandemii COVID-19. | Ograniczony i unieważniony z powodu pandemii COVID-19. | Ograniczony i unieważniony z powodu pandemii COVID-19. | Bahçeşehir Koleji, Bakken Bears, Medi Bayreuth i Pınar Karşıyaka | Bahçeşehir Koleji, Bakken Bears, Medi Bayreuth i Pınar Karşıyaka |
| VI     | 2020/2021 | Ness Ziona                                             | Ironi Ness Ziona                                       | Arged BMSLAM Stal Ostrów Wielkopolski                  | 82–74                                                  | CSM Oradea i Parma Basket                                        | CSM Oradea i Parma Basket                                        |
| VII    | 2021/2022 | Stambuł / Reggio Emilia                                | Bahçeşehir Koleji                                      | UnaHotels Reggio Emilia                                | 162–143 (72–69, 90–74)                                 | Bakken Bears i ZZ Leiden                                         | Bakken Bears i ZZ Leiden                                         |
| VIII   | 2022/2023 | Włocławek / Cholet                                     | Anwil Włocławek                                        | Cholet BC                                              | 161–155 (81–77, 80–78)                                 | Kalev/Cramo i Karhu Basket                                       | Kalev/Cramo i Karhu Basket                                       |
| IX     | 2023/2024 | Bahçeşehir Koleji                                      | Niners Chemnitz                                        | Bahçeşehir Koleji                                      | 190–189 (85–74, 95–105)                                |                                                                  |                                                                  |

## Składy mistrzowskie
2015-16 Fraport Skyliners (Niemcy):
Konstantin Klein, John Little, Max Merz, Johannes Voigtmann, Danilo Barthel, Johannes Richter, Quantez Robertson, Mike Morrison, Jordan Theodore, Philip Scrubb, Aaron Doornekamp, (Trener: Gordon Herbert)
2016-17 Nanterre 92 (Francja):
Chris Warren, Talib Zanna, Heiko Schaffartzik, Mykal Riley, Hugo Invernizzi, Brian Conklin, Bathiste Tchouaffé, Jean-Frédéric Morency, Spencer Butterfield, Arson Mendy, Teddy Cheremond, Mathias Lessort (Trener: Pascal Donnadieu)
2017-18 Umana Reyer Wenecja (Włochy)
MarQuez Haynes, Bruno Cerella, Stefano Tonut, Austin Daye, Mitchell Watt, Hrvoje Perić, Dominique Johnson, Michael Bramos, Michael Jenkins, Tomas Ress, Paul Biligha (Trener: Walter De Raffaele)
2018-19 Dinamo Sassari (Włochy)
Marco Spissu, Marco Antonio Re, Jaime Smith, Tyrus McGee, Justin Carter, Giacomo Devecchi, Daniele Magro, Dyshawn Pierre, Stefano Gentile, Rashawn Thomas, Achille Polonara, Jack Cooley, Scott Bamforth, Ousame Diop, Christian Martoins (Trener: Gianmarco Pozzecco)
2020-21 Ironi Ness Ziona (Izrael)
Braian Angola, Patrick Miller, Wayne Selden Jr., Tal Dunne, Lior Carreira, Amit Ebo, Uriel Trocki, Nimrod Levi, Raviv Limonad, Jerome Meyinsse, Or Cornelius (Trener: Brad Greenberg)
2021-22 Bahçeşehir Koleji (Turcja)
Jamal Jones, Langston Hall, Kartal Özmızrak, Muhammed Baygül, Hadi Özdemir, Tarik Black, Jamar Smith, Sam Dekker, Oğuz Savaş, Richard Solomon, Berkay Candan, Erkan Yılmaz, (Trener: Erhan Ernak)
2022-23 Anwil Włocławek (Polska)
Phil Greene IV, Lee Moore, Malik Williams, Victor Sanders, Daniel Dawdo, Josip Sobin, Kamil Łączyński, Bartosz Łazarski, Dawid Słupiński, Luke Petrasek, Maciej Bojanowski, Michał Nowakowski, Marcin Woroniecki, (Trener: Przemysław Frasunkiewicz)

## Polskie zespoły w pucharze
| Edycja | Sezon     | Drużyna                                               | Miejsce                           |
| ------ | --------- | ----------------------------------------------------- | --------------------------------- |
| I      | 2015/2016 | PGE Turów Zgorzelec Rosa Radom Śląsk Wrocław          | I faza grupowa II faza grupowa    |
| II     | 2016/2017 | Stelmet BC Zielona Góra                               | 1/8 finału                        |
| III    | 2017/2018 | BM Slam Stal Ostrów Wielkopolski                      | I runda kwalifikacyjna            |
| IV     | 2018/2019 | Rosa Radom                                            | I runda kwalifikacyjna            |
| V      | 2019/2020 | Legia Warszawa                                        | I faza grupowa                    |
| VI     | 2020/2021 | Anwil Włocławek Arged BMSlam Stal Ostrów Wielkopolski | 1/8 finału Finał                  |
| VII    | 2021/2022 | Legia Warszawa Trefl Sopot                            | 1/4 finału II faza grupowa        |
| VIII   | 2022/2023 | Anwil Włocławek Grupa Sierleccy Czarni Słupsk         | Zwycięzca II runda kwalifikacyjna |